# Vuokkasmeer
Het Vuokkasmeer, Zweeds - Fins: Vuokkasluoppal, Samisch: Vuoggasjávri, is een meer in Zweden. Het meer ligt in de gemeente Kiruna in een dal tussen bergen van ongeveer 600 meter, waaronder de Vuokkasberg. De Vuokkasrivier komt door het meer en er komen een aantal bergbeken in het meer uit.
Vuokkasrivier → Vuokkasmeer → Vuokkasrivier → Könkämärivier →  Muonio → Torne → Botnische Golf